# Oncideres amputator
Oncideres amputator är en skalbaggsart som först beskrevs av Fabricius 1793.  Oncideres amputator ingår i släktet Oncideres och familjen långhorningar.
Artens utbredningsområde är:
- Guadeloupe.
- Dominica.

Inga underarter finns listade i Catalogue of Life.